# Sterbinszky Amália
Sterbinszky Amália (Hajdúszoboszló, 1950. szeptember 29. – Koppenhága, 2025. április 3.) 250-szeres válogatott magyar kézilabdázó. A 20. század egyik legjobb magyar kézilabdázónője. A hetvenes és nyolcvanas évek BEK-győztes Vasas csapatának balátlövője volt.

## Pályafutása

### Klubcsapatokban
1964-ben a Debreceni Dózsa csapatában kezdett kézilabdázni. 5 év után igazolt a Ferencvárosba, ahonnan 1973-ban a Vasashoz távozott. 1982-ben a dán IF Helsingör játékosa lett. Tizenegyszeres magyar és kétszeres dán bajnok.

### A válogatottban
Három világbajnoki bronz- (1971, 1975, 1978), és egy ezüstérmet szerzett (1982). A montreali olimpián bronzérmes, Moszkvában negyedik helyezett volt a magyar válogatott csapattal.
1984-ben szerepelt a világválogatottban. 

### Dániában
Dániába ment férjhez, karrierjét ott fejezte be. Ezután a dán felnőtt női és junior válogatott csapatot irányította 1984-től.
Helsingørben élt. Egy koppenhágai kórházban halt meg, ahova sztrók miatt szállították be.

## Sikerei, díjai
- Olimpiai játékok
  - bronzérmes: 1976, Montreal
  - 4.: 1980, Moszkva
- Világbajnokság
  - ezüstérmes: 1982
  - bronzérmes: 1971, 1975, 1978
  - 4.: 1973
- Magyar bajnokság
  - bajnok: 1971, 1973, 1974, 1975, 1976, 1977, 1978, 1979, 1980, 1981, 1982
  - ezüstérmes: 1970, 1972
  - gólkirály: 1973 (83 gól), 1974 (104 gól), 1976 (96 gól), 1977 (142 gól), 1979 (117 gól)
- Dán bajnokság
  - bajnok: 1983, 1984
- Magyar kupa
  - győztes: 1970, 1972, 1974, 1976, 1978, 1979, 1980, 1981, 1982
  - döntős: 1977
- Bajnokcsapatok Európa-kupája
  - győztes: 1981–1982
  - döntős: 1970–1971, 1978–1979
- Az év magyar kézilabdázója
  - 1974, 1976, 1977

- 2019-ben róla nevezték el a Vasas SC új angyalföldi sportcsarnokát.[3]
- 2020-ban a 20. század legjobb női kézilabdázójának választották.[1]